# セキショウモ属
セキショウモ属 (Vallisneria) はトチカガミ科に分類される沈水性の水生植物の分類群である。世界の熱帯域から温帯域まで広く分布する。同種間でも地域差や変種などが多くバリエーションに富む。アクアリウムでよく利用され、そちらでは学名カナ読みのバリスネリアで通用している。

## 概要
セキショウモ属の植物は、テープ状のしなやかで柔らかい葉をロゼット状に展開して育ち、ランナーを展開して子株を形成し面に広がっていく栄養繁殖を行うのが主な特徴である。花は目立たない水媒花で、雄花が水面に散布した花粉が水面を浮遊し、水上で開花している雌花に受粉することで、種子を生産している。

## 利用
アクアリウムにて観賞用に栽培されることが多く、主に東南アジアの水草ファームから供給される。多くの種は丈夫であり、栽培も容易なため初心者向けの水草として紹介されることが多い。

## 種
セキショウモ
学名 Vallisneria asiatica
日本を含む東アジア原産で、日本の北海道から九州に自生しているのはこれであることが多い。アクアリウムにも導入が可能。

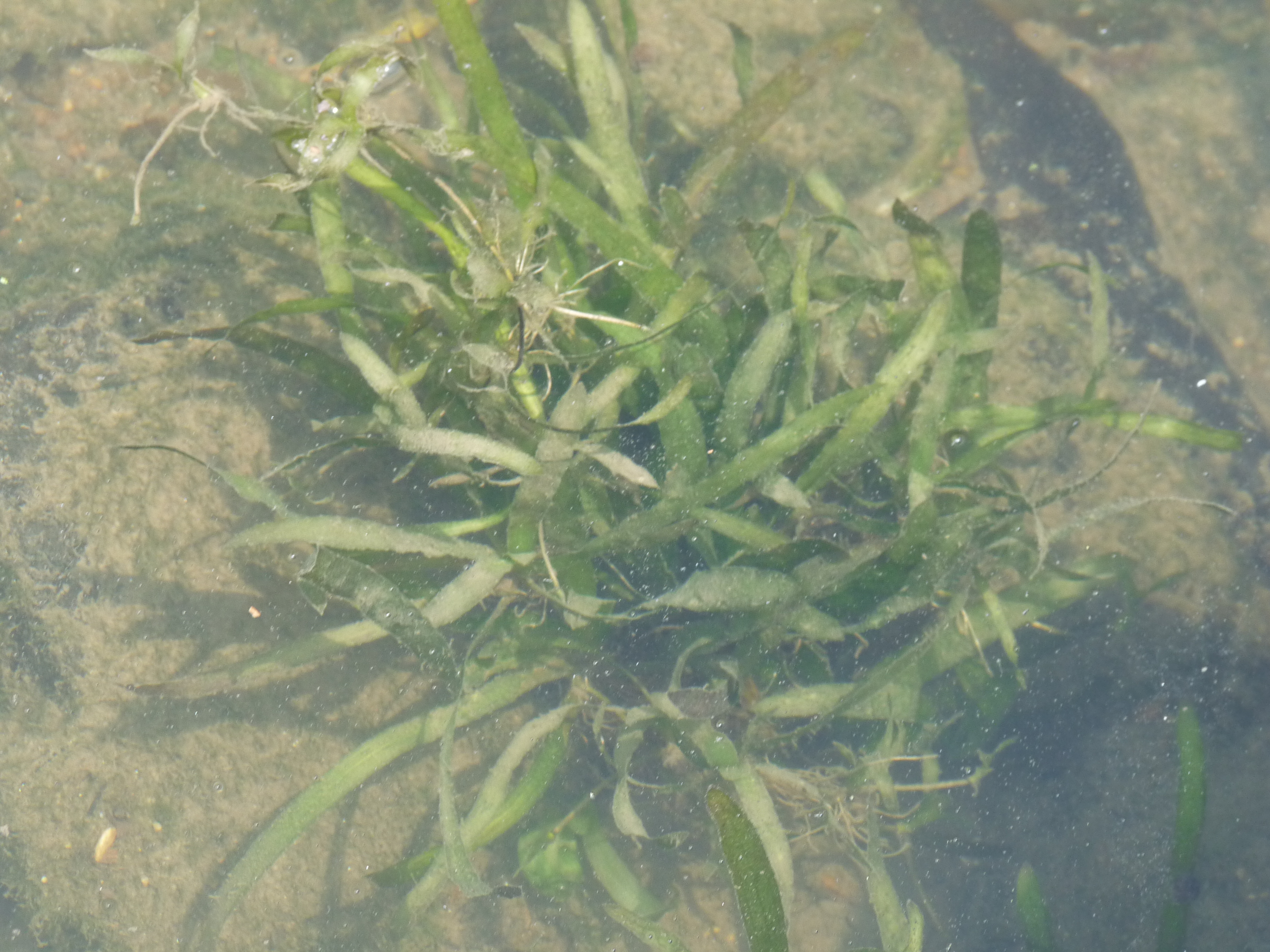
コウガイモ
学名 Vallisneria denseserrulata
北海道と本州北部に分布する。セキショウモと見た目が似ているが葉の鋸葉や殖芽で判別できる。栽培はやや難しい。
ヒラモ
学名 Vallisneria asiatica var. higoensis
ヒロハノセキショウモとも。熊本県のごく限られた水系に分布する日本固有種。セキショウモの変種でよく似ているが葉脈の数が多くやや葉幅が広い。

### おもにアクアリウムで用いられる種

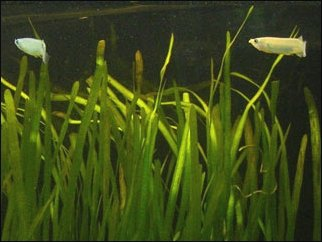
水槽で栽培されるバリスネリア・スピラリス

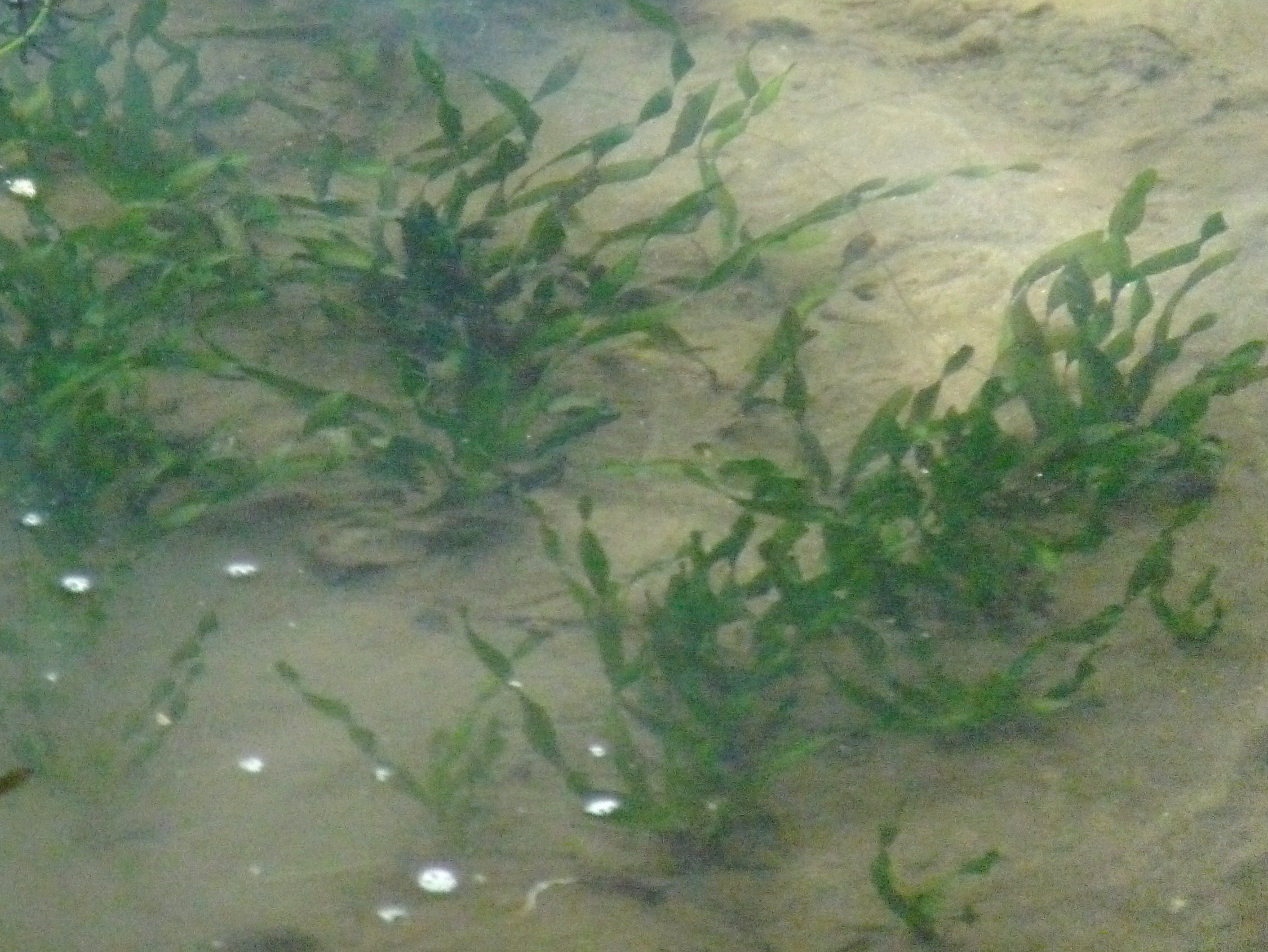
ネジレモ

セイヨウセキショウモ (バリスネリア・スピラリス)
学名 Vallisneria spiralis
世界中の熱帯から温帯に分布。葉長は80cmほどになる。入手しやすく栽培も容易でポピュラーな種。
ネジレモ (スクリュー・バリスネリア)
学名 Vallisneria asiatica var. biwaensis
日本の琵琶湖・淀川水系の固有種であるが、一般に販売されているものは東南アジアの水草ファームで栽培されたものがほとんどである。葉が螺旋状にねじれているのが特徴。セキショウモの変種で栽培は容易である。
オオセキショウモ (ジャイアント・バリスネリア)
学名 Vallisneria gigantea
フィリピン、マレーシア原産の大型のバリスネリアで、葉長は1mを超えるほど大型化する。現在では琵琶湖などの日本の一部に帰化している。
バリスネリア・ルブラ
学名 Vallisneria gigantea var. rubra
東南アジア原産のジャイアント・バリスネリアの変種。やや葉に赤みがかかり、水質により赤みが強くなる。
コークスクリュー・バリスネリア
学名 Vallisneria tortissima
北米原産。スクリュー・バリスネリアに似ているが、葉幅は狭く長くなり、捩れも強い。栽培は容易。
タイガー・バリスネリア
学名 Vallisneria neotropicalis
中央アメリカ原産の大型バリスネリア。最大で2mに達することもある。若い葉は赤みが強く美しい。
バリスネリア・ナナ
学名 Vallisneria nana
オーストラリア原産。他種に比べてかなり細長く繊細なテープ状の葉を持つ。栽培は容易。
バリスネリア・トルティフォリア
学名 Vallisneria tortifolia(Vallisneria torta)
他種に比べてかなり短くテープ状の葉を持つ。栽培は容易。20cmくらいに成長する。葉が螺旋状にねじれているのが特徴。
以下はやや珍種に属する。
バリスネリア・カウレッセン
学名 Vallisneria kauresen
時折入荷する。葉幅広く分厚い異色のバリスネリアで迫力がある。水面の高さに合わせて葉が成長する。
バリスネリア・トリプテラ
学名 Vallisneria triptera
水草専門店などで時折入荷する。こちらはロゼット状ではなく有茎草のように葉を互生する不思議なバリスネリア。栽培はやや難しい。オーストラリア原産。
ピグミー・バリスネリア
学名 Vallisneria aethiopica
やや茶褐色になる小型のバリスネリアで、栽培しやすいらしいが現在では入荷することがない幻の水草。
バリスネリア・ポルトグアレンシス
学名 Vallisneria portguarensis
コウガイモに似たバリスネリアで、スピラリスに混じって入荷することがあったようだ。育成はやや難しい。